# Cláudia Costin
Claudia Maria Costin ComMM (São Paulo, 24 de janeiro de 1956) é uma professora, acadêmica, administradora e economista brasileira. Foi ministra interina da Administração Federal e secretária da Administração no governo Fernando Henrique Cardoso. Por São Paulo, foi secretária da Cultura durante o governo Alckmin. Pela cidade do Rio de Janeiro, foi secretária da Educação durante o mandato de Eduardo Paes.

## Formação
Nascida em São Paulo e filha de imigrantes judeus, sendo o pai de nacionalidade romena e a mãe, de origem húngara, Claudia Costin graduou-se em Administração Pública pela Fundação Getúlio Vargas em 1978, concluiu mestrado em Economia Aplicada à Administração (1986) e Doutorado em Administração Pública pela mesma instituição.

## Atuação profissional
Ao longo da carreira, Costin foi professora universitária em distintas instituições de ensino superior, como o IBMEC, a Fundação Armando Álvares Penteado, a Fundação Getúlio Vargas e as universidades PUC-SP, Unicamp, Unitau e UnB.
Costin foi ministra da Administração e Reforma do Estado durante o governo Fernando Henrique Cardoso (entre 1995 e 2002). Também ocupou o cargo de Secretária de Cultura do Estado de São Paulo durante a primeira gestão de Geraldo Alckmin (PSDB) como governador, entre 2003 e 2005.
Em 1998, Cláudia foi admitida pelo presidente Fernando Henrique Cardoso à Ordem do Mérito Militar no grau de Comendadora especial.
Em seguida, em 2005, Claudia Costin assumiu a vice-presidência da Fundação Victor Civita, uma ONG mantida pelo Grupo Abril com o foco na educação.
A convite do prefeito do Rio de Janeiro, Eduardo Paes (PMDB), Costin assumiu a Secretaria Municipal de Educação do Rio, de janeiro de 2009 a maio de 2014. Em sua gestão, a nota das escolas municipais na prova do  Índice de Desenvolvimento da Educação Básica (IDEB) subiu 22%. Em julho de 2014, assumiu o cargo de Diretora Global de Educação do Banco Mundial.
Em 2016, convidada para lecionar em Harvard após a sua saída do Banco Mundial, Costin planejou e lecionou aulas para candidatos ao mestrado sobre o Banco Mundial e sobre reforma educacional no Rio de Janeiro e em outras cidades globais. Nesse período, também iniciando seu trabalho para o lançamento do seu Think Tank o qual pretende mapear e pesquisa iniciativas inovadoras na educação no Brasil em parceria com a FGV-Rio, Harvard e Instituição Brookings.

## Obras
- Administração Pública, 2010[13]